# Milogradcultuur

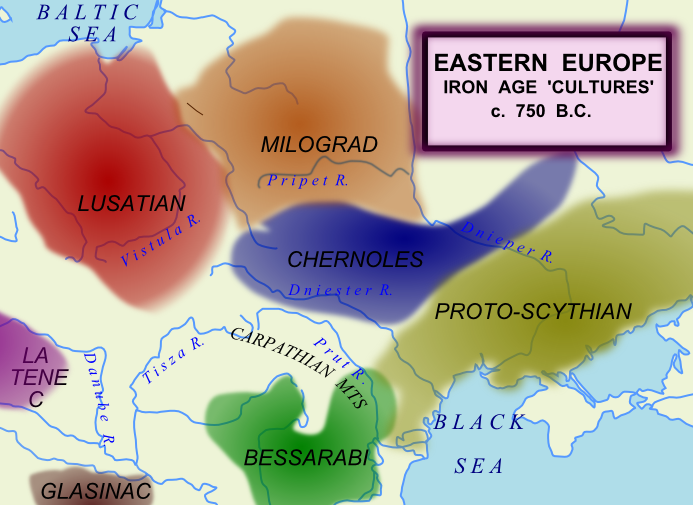
Centraal- en Oost-Europa omstreeks 750 v.Chr.
Milogradcultuur
Tsjornoliscultuur
Scythen
Thraciërs
Lausitzcultuur

De Milogradcultuur is een archeologische cultuur van de ijzertijd (7e- 1e eeuw v.Chr.) in het huidige zuidelijk Wit-Rusland en noordwestelijk Oekraïne, in het stroomgebied van de Dnjepr en Pripjat en ten noorden van Kiev.  
De naam van de cultuur is afgeleid van de vindplaats bij het gelijknamige dorp nabij Retsjitsa in de Wit-Russische oblast Homel. 
Ze grensde aan de Geborsteldkeramiekcultuur en Dnjepr-Dvinacultuur in het noorden, de Joechnovocultuur in het oosten, de Pommerse gezichtsurnencultuur in het westen, en de Tsjornoliscultuur in het zuiden en zuidoosten.
Later werd ze ten dele geassimileerd door uit het noordwesten komende stammen van de Pommerse gezichtsurnencultuur, waardoor de Zaroebyntsicultuur ontstond. De culturen bleven echter nog lange tijd naast elkaar bestaan. De noordelijke gebieden werden deel van de latere Geborsteldkeramiekcultuur.

## Kenmerken
De cultuur is in twee groepen te verdelen, gelegen in de stroomgebieden van de Dnjepr en Pripjat. 
De Dnjeprgroep omvat nederzettingen die zich ongeveer 2-5 km van de vruchtbaarder rechteroever en ongeveer 10 of meer kilometer van de linkeroever van de Dnjepr bevonden. In het moerassige stroomgebied van de Pripjat werden geschikte heuvels opgezocht. De bevolking woonde in zowel kuilwoningen als paalwoningen, die gebouwd werden rond een fort waar de bevolking tijdens conflicten bescherming kon zoeken.
De basis van het bestaan was landbouw en veeteelt. Er werden ijzeren en houten werktuigen gebruikt. Het aardewerk bezat een ronde bodem en was versierd met ornamenten. De doden werden zowel in grafheuvels begraven als gecremeerd. Na verloop van tijd verdween het begraven ten gunste van crematie. Naar voorbeeld van de Scythen werden de graven van belangrijke personen rijkelijk ingericht. Nabij Gomel werden voorwerpen van brons en ijzer gevonden, die handel met Centraal-Europa aantonen.

## Etniciteit
De etniciteit van de Milogradbevolking blijft omstreden. Sommige geleerden identificeren hen met de door Herodotus genoemde Neuri. Een Oost-Baltische identiteit is voorgesteld, anderen wijzen op de culturele banden met de Scythen en de Keltische La Tènecultuur. Ook wordt gesteld dat de Milogradbevolking verschillende Slavische kenmerken had.